# 舊帕德嫩神廟
舊帕德嫩神廟，也称作前帕德嫩神廟，主要指稱位於希臘雅典衛城，在現存的帕德嫩神廟之前，第一次興建給雅典娜·帕德嫩的聖殿。

## 历史
作為送給雅典娜的禮物，興建女神神廟的企圖始於馬拉松戰役（公元前490年）結束後不久。這棟建築取代了較早用來紀念雅典娜·波麗亞絲（原文Athena Polias，意思是城市的雅典娜，不同於雅典娜·帕德嫩，這是較為溫柔典雅的女神。）的赫卡托巴恩（原文hekatompedon，意思是千座牆基），這棟常被稱呼為舊帕德嫩神廟的建築，在公元前480年毀於波斯帝國的攻擊，其殘柱被用於填補雅典衛城的北部護牆。舊帕德嫩還有其毀滅紀錄可見於希罗多德的著述，而其原柱的殘片明顯地被移去建造厄瑞克忒翁神庙（Erechtheum）。舊神廟結構體的進一步物證在1885－90年之間，由Patagiotis Kavvadias的挖掘而揭露於世。這次的新發現讓德國考古學會的理事Wilhelm Dörpfeld得以宣稱還有一個原始帕德嫩的專屬地基是存在的，Dörpfeld命名它為第一代帕德嫩神廟，它不是更早發現的另外一個大型建築的下半部。Dörpfeld的觀察是第一代帕德嫩的三層結構，其中兩層都是由poros石灰石組成作為基礎，而最高階的Karrha石灰石層被伯里克里斯時代（原文Periclean）的帕德嫩的較低一層掩蓋住，這個平台較小，且靠近最終的帕德嫩神廟，這指出它是為另一棟全然不同的建築物所建，而現在整個被覆蓋了起來。1885－90年間最終的挖掘報告出版後，揭示了有些複雜的景象：地基與客蒙族（原希臘文：Kimonian）牆是同年代的，這也暗示第一代帕德嫩神廟的存在時間比原來估計的還晚。

## 争议
如果原始的帕德嫩神廟的確被毀於公元前480年，這招致了一個疑問：為什麼該地點留下一個遺跡長達33年之久。一個主張是公元前479年的普拉提亚战役中，希臘聯軍發誓道：「被波斯人毀滅的聖殿不再重建」，直到公元前450年卡里阿斯和约簽訂，這個誓言才被赦免。另一角度而言，波斯人離開後，就現實因素而言重建雅典的花費也是個原因。然而另一個人Bert Hodge Hill在進行考古挖掘後，提出了這個說法：第二代帕德嫩神廟的存在開始於公元前468年後的客蒙時期 ，Hill宣稱Dörpfeld所說的第一代帕德嫩神廟的最高階的Karrha石灰石層實際上是二代帕德嫩神廟三層結構中最低的，其臺基尺寸經Hill計算為23.51x66.888m。
要判定帕德嫩神廟原型存在的年代很困難。這主要在於1885年時，考古學的seriation挖掘法尚未發展完成，當時在考古地點粗獷地挖掘與重填作業方式損失了許多寶貴的線索。在1925－33年間，學者Graef和Langlotz進行了重量級的研究，他們企圖為在雅典衛城發現的陶瓷碎片找出合理的解釋，在1925－33年間把他們的研究成果出版，這啟發了美國考古學家William Bell Dinsmoor，使他嘗試提供衛城重建的平臺下面舊神廟平臺和五道墻更小的存在日期區間。Dinsmoor推斷第一代帕德嫩最晚可能屹立的時間不早過公元前495年，這與Dörpfeld認定的較早日期有所抵觸。Dinsmoor甚至更進一步否定了有兩個帕德嫩神廟的原型，唯一早於伯里克里斯時代帕德嫩神廟的就是Dörpfeld所說波斯人入侵前建成的第二代帕德嫩神廟。Dinsmoor和Dörpfeld在1935年《美國考古學雜誌》交換了觀點。